# Marslatourella
Marslatourella is een geslacht van uitgestorven kreeftachtigen uit de klasse van de Ostracoda (mosselkreeftjes).

## Soorten
- Marslatourella (Gigantourella) gigantea (Schmidt, 1954) Gruendel, 1975 †
- Marslatourella barnstorfensis (Martin, 1957) Schudack (U), 1994 †
- Marslatourella bullata Bate, 1967 †
- Marslatourella dorsispinata Bate & Stephens, 1973 †
- Marslatourella exornata Masumov, 1966 †
- Marslatourella exposita Malz, 1959 †
- Marslatourella globulosa Depeche, 1973 †
- Marslatourella heitoufensis Boutakiout, Donze & Oumalch, 1982 †
- Marslatourella intrabilis Masumov, 1973 †
- Marslatourella mensinki Schudack (M) & Schudack, 1990 †
- Marslatourella parca Masumov, 1968 †
- Marslatourella plumosa Masumov, 1972 †
- Marslatourella torulosa (Masumov, 1966) Masumov, 1973 †
- Marslatourella variabilis Masumov, 1966 †